# لوشان
لوشان (بالفارسية: لوشان) هي مدينة تقع في إيران في البلدة المركزية. يقدر عدد سكانها بـ 14,596 نسمة .